# Наши очеви (ТВ филм)
„Наши очеви” је југословенски ТВ филм из 1974. године. Режирао га је Василије Поповић а сценарио је написао Војислав Јовановић Марамбо

## Улоге
| Глумац                 | Улога     |
| ---------------------- | --------- |
| Слободан Ђурић         |           |
| Михаило Миша Јанкетић  | Милићевић |
| Ђорђе Јелисић          |           |
| Бранислав Цига Јеринић |           |
| Славка Јеринић         |           |
| Петар Краљ             |           |
| Ђорђе Пура             |           |
| Милан Пузић            |           |
| Миодраг Радовановић    |           |
| Михајло Викторовић     |           |